# Clan Aiton

armes des Aiton

Le clan Aiton ou Ayton est un clan écossais reconnu comme tel par le Lord Lyon. Cependant, le clan n'a actuellement aucun chef reconnu. Leur siège historique se trouve à Ayton dans les Scottish Borders.

## Origine
Le nom Ayton est dérivé du nom de la ville éponyme dans le Berwickshire, et de la rivière Eye (en).

## Histoire
Durant le XVe siècle les terres du clan Aiton passèrent au clan Home.

## Profil du clan
- Devise : « Decerptae Dabunt Odorum » (Les roses cueillies auront un parfum sucrée)
- Crest[Quoi ?] : une main qui cueille une rose.